# Condado de Woodford (Kentucky)
El condado de Woodford (en inglés: Woodford County), fundado en 1789, es uno de 120 condados del estado estadounidense de Kentucky. En el año 2000, el condado tenía una población de 23,208 habitantes y una densidad poblacional de 47 personas por km². La sede del condado es Versailles.

## Geografía
Según la Oficina del Censo, el condado tiene un área total de 407 km² (157,1 mi²), de la cual 406 km² (156,8 mi²) es tierra y 1 km² (0,4 mi²) (0.25%) es agua.

### Condados adyacentes
- Condado de Franklin (noroeste)
- Condado de Scott (noreste)
- Condado de Fayette (este)
- Condado de Jessamine (sureste)
- Condado de Mercer (suroeste)
- Condado de Anderson (oeste)

## Demografía
Según la Oficina del Censo en 2000, los ingresos medios por hogar en el condado eran de $49,491, y los ingresos medios por familia eran $58,218. Los hombres tenían unos ingresos medios de $39,284 frente a los $27,972 para las mujeres. La renta per cápita para el condado era de $22,839. Alrededor del 7.30% de la población estaban por debajo del umbral de pobreza.

## Localidades
Ciudades
- Midway
- Versailles

Pueblos
- Millville
- Nonesuch
- Mortonsville
- Troy